# 哈立德·巴哈
哈立德·马赫福兹·巴哈（阿拉伯語：خالد محفوظ بحاح；1965年1月1日—），也门政治人物，前总理和副总统。

## 经历
他曾积极支持2011年也门反政府示威，要求总统阿里·阿卜杜拉·萨利赫辞职，避免进一步的流血事件。因也门政权暴力对付自己的公民，他退出了执政党全国人民大会党，而继续担任也门驻加拿大大使。
2014年10月14日总统阿卜杜拉布·曼苏尔·哈迪提名时任驻联合国大使的巴哈为新总理，他在2014年11月9日就任总理。
2015年1月22日，胡塞武装组织叛军控制首都萨那后，总统哈迪和总理哈立德·巴哈向议会递交了辞呈，但议会此后宣布无限期推迟召开会议审议辞呈。然后内阁解散，胡塞武装组织在2月6日宣布成立总统委员会，负责组建专家型政府。